# Список объектов культурного наследия Чебоксар
Научно-производственный центр «Наследие» Министерства культуры и по делам национальностей Чувашской Республики 8 декабря 2004 года включил в список охраняемых государством памятников истории и культуры следующие объекты города Чебоксары:
- 1. Городище г. Чебоксары (в черте старого города, Средние века);
- 2. Дом, в котором работал Ревком Чувашской Автономной области с 1920 г. (ул. Композиторов Воробьёвых, 10);
- 3. Дом, в котором работали ЦИК и облисполком, а также Совет Министров ЧАССР 1920—1940 гг. (ул. К. Иванова, 4);
- 4. Здание монастырской школы, где учился герой гражданской войны В. И. Чапаев 1896—1897 гг. (ул. Коммунальная слобода, 50а);
- 5. Дом, в котором размещался эвакогоспиталь № 3056, 1941—1945 гг. (пл. Республики, 2);
- 6. Дом, в котором размещался эвакогоспиталь № 3058, 1941—1945 гг. (пл. Ленинградская, 22);
- 7. Дом, в котором находился штаб 324 стрелковой дивизии, сформированной в Чувашской АССР в 1941 г. (ул. К. Маркса, 6; здание снесено в сентябре 1982 года);
- 8. Дом, в котором перед трудящимися города выступала Н. К. Крупская 9 июля 1919 г. (ул. К. Маркса, 11);
- 9. Квартира, в которой в последние годы жил и работал народный поэт Чувашии С. В. Эльгер 1950—1966 гг. (ул. К.Маркса, 24);
- 10. Квартира, в которой в последние годы жил и работал народный поэт Чувашии Н. И. Полоруссов-Шелеби 1936—1940 гг. (ул. К. Маркса, 26);
- 11. Дом, в котором был открыт Чувашский педагогический институт — первое высшее учебное заведение Чувашии в 1930 г. (ул. К. Маркса, 32).
- 12. Дом, в котором размещался эвакогоспиталь № 3061, 1942 г. (ул. К. Маркса, 56).
- 13. Дом, в котором жил и работал чувашский поэт М. Сеспель в 1921 г. (ул. Сеспеля, 8)
- 14. Здание республиканского трахоматозного диспансера — первое в Поволжье специализированного научного центра по борьбе с трахомой с 1937 г. Здесь размещался эвакогоспиталь № 3057, 1941—1945 гг. (ул. Сеспеля, 27)
- 15. Памятное место, где находился дом, в котором родился В. И. Чапаев в 1877 г. (ул. Чапаева, 99).
- 16. Могилы В. П. Воробьева и Г. В. Воробьева, заслуженных деятелей искусств Чувашской Республики (ул. Б. Хмельницкого, ст. кладбище).
- 17. Могила П. Хузангая, поэта (ул. Б. Хмельницкого, ст. кладбище).
- 18. Могила С. В. Эльгера, поэта (ул. Б. Хмельницкого, ст. кладбище).
- 19. Памятник Д. С. Эльменя, государственного и общественного деятеля ЧР (ул. Б. Хмельницкого, ст. кладбище).
- 20. Братская могила воинов, умерших от ран в госпиталях в годы Великой Отечественной войны 1941—1945 гг. (ул. Б. Хмельницкого, ст. кладбище).
- 21. Братская могила коммунистов, погибших за укрепление советской власти в Чувашии 1921—1924 гг. (ул. К. Иванова).
- 22. Могила председателя Чебоксарского Совета рабочих, солдатских и крестьянских депутатов И. Г. Кадыкова 1889—1918 гг. (ул. Б.Хмельницкого, ст. кладбище).
- 23. Дом, в котором родился и жил герой гражданской войны В. И. Чапаев (сквер Чапаева).
- 24. Здание аптеки, конец XIX в. (ул. Бондарева, 9).
- 25. Церковь Св. Архангела Михаила XVIII в. (ул. Бондарева, 12).
- 26. Ансамбль Троицкого монастыря XVII—XVIII вв. (ул. К. Иванова, 1).
- 27. Церковь Божией Матери Толгской XVII—XVIII вв. (ул. К. Иванова, 1).
- 28. Надвратная церковь Федора Стратилата с трапезной XVII—XVIII вв. (ул. К. Иванова,3).
- 29. Троицкий собор XVII—XVIII вв. (ул. Сеспеля, 23).
- 30. Настоятельский корпус XVII—XVIII вв. (ул. К. Иванова, 1).
- 31. Стена XVII—XVIII вв. (ул. К. Иванова, ул. Сеспеля).
- 32. Ансамбль Собора Введения во храм Богородицы 1651 г. (ул. К. Иванова, 21).
- 33. Введенский собор 1651 г. (ул. К. Иванова, 21).
- 34. Колокольня Введенского собора 1651 г. (ул. К. Иванова, 21).
- 35. Жилой дом с флигелем (дом Кадомцева) XVIII в. (ул. Сеспеля, 6).
- 36. Ансамбль церкви Воскресенья Христова 1758 г. (ул. Калинина, 15).
- 37. Церковь Воскресенья Христова 1758 г. (ул. Калинина, 15).
- 38. Дом при Воскресенской церкви XVIII в. (ул. Калинина, 17).
- 39. Чебоксарский Спасо-Преображенский женский монастырь 1899 г. (ул. Коммунальная слобода, 32).
- 40. Церкви Владимирской Богоматери 1716 г. (ул. Коммунальная слобода, 32).
- 41. Усыпальница Ефремова 1911 г. (ул. Коммунальная слобода, 32а).
- 42. Дом-притча церкви Владимирской Божией Матери 1816 г. (ул. Коммунальная слобода, 32).
- 43. Дом Советов 1940 г. (пл. Республики, 1).
- 44. Церковь Успения Пресвятой Богородицы 1763 г. (ул. К. Иванова).
- 45. Дом крестьянина 1928 г. (ул. К. Иванова 1).
- 46. Дом на подклете (Соляная контора) 1746 г. (ул. Сеспеля).
- 47. Жилой дом сер. XVIII в. (ул. Сеспеля, 24).
- 48. Дом Соловцова сер. XVIII в. (ул. Сеспеля, 23).
- 49. Дом XVIII в. (ул. Бондарева, 13/15).
- 50. Дом 1840 г. (ул. Композиторов Воробьёвых, 14/20).
- 51. Дом нач. XX в. (ул. К. Иванова, 20).
- 52. Здание ликеро-водочного завода «Чебоксарский» 1900 г. (ул. К. Иванова, 63).
- 53. Дом-образец застройки улиц 1-й пол. XIX в. (ул. К. Маркса, 7).
- 54. Дом-образец застройки улиц 2-й пол. XIX в. (ул. К. Маркса, 9).
- 55. Дом-образец застройки улиц кон. XIX — нач. XX вв. (ул. К. Маркса, 11а).
- 56. Дом-образец застройки улиц 1890 г. (ул. К. Маркса, 13).
- 57. Дом-образец застройки улиц 1938 г. (ул. К. Маркса, 15).
- 58. Здание ЧГСХА 1957 г. (ул. К. Маркса, 29).
- 59. Дом 1953 г. (ул. К. Маркса, 31).
- 60. Здание ЧГПУ им. И.Н. Яковлева 1956 г. (ул. К. Маркса, 38).
- 61. Дом 1917 г. (ул. Плеханова, 7).
- 62. Дом 1880 г. (ул. Сеспеля, 18).
- 63. Дом 1-й пол. XX в. (ул. Ярославская, 32).
- 64. Памятник первому космонавту Ю. А. Гагарину 1976 г. (пересечение ул. Гагарина и пр. Ленина).
- 65. Памятник Н. К. Крупской 1957 г. (пр. М. Горького, перед Республиканским институтом образования).
- 66. Памятник-бюст К. Иванову 1952 г. (сквер К. Иванова, на берегу Волги).
- 67. Памятник В. И. Ленину 1960 г. (пл. Республики).
- 68. Памятник основоположнику чувашской письменности И. Я. Яковлеву 1970 г. (пр. Ленина).
- 69. Монумент Воинской славы 1980 г. (парк культуры и отдыха «Победа», вост. косогор).
- 70. Памятник В. И. Чапаеву 1960 г. (сквер Чапаева на пр. Ленина).
- 71. Здание дома печати 1935 г. (ул. Композиторов Воробьёвых, 5а).
- 72. Дом жилой 1930 г. (ул. Композиторов Воробьёвых, 7/19).
- 73. Дом жилой 1930 г. (ул. Композиторов Воробьёвых, 9 / ул. К. Маркса, 22).
- 74. Здание ЧГСХА 1935 г., где размещался штаб 1095 стрелкового полка 1941 г. (ул. Композиторов Воробьёвых, 16).
- 75. Здание Чувашской государственной филармонии 1959 г. (ул. Гагарина, 14).
- 76. Дом жилой 1930 г. (ул. К. Иванова, 2 / Бондарева, 15).
- 77. Здание бывшего кинотеатра «Родина» 1933 г. (ул. К. Иванова, 9).
- 78. Здание 1-й Чебоксарской городской больницы 1930 г. (ул. К. Иванова, 14).
- 79. Дом жилой 1950-х гг. (пр. Ленина, 1).
- 80. Здание телеграфа и гостиницы «Чувашия» 1960-х гг. (пр. Ленина, 2).
- 81. Дом жилой 1950-х гг. (пр. Ленина, 3).
- 82. Дом жилой 1949 г. (ул. Ленинградская, 28).
- 83. Здание бывшего универмага «Детский мир» 1938 г. (ул. К. Маркса, 21).
- 84. Дом жилой 1954 г. (ул. К. Маркса, 24).
- 85. Здание главного управления Центрального банка России по ЧР 1937 г. (ул. К. Маркса, 25).
- 86. Здание МВД ЧР 1950-х гг. (ул. К. Маркса, 41).
- 87. Здание ФСБ ЧР 1950-х гг. (ул. К. Маркса, 43).
- 88. Дом жилой 1950-х гг. (ул. К. Маркса, 51).
- 89. Здание Чебоксарского медицинского техникума 1936 г. (пр. Московский, 15).
- 90. Дом жилой кон. XVIII — нач. XIX вв. (ул. Плеханова, 11).
- 91. Здание Чувашского академического драматического театра им. К. В. Иванова 1961 г. (Красная пл.).
- 92. Административное здание 1930-х гг. (ул. Сеспеля, 2 / ул. Бондарева, 9).
- 93. Здание Чувашского государственного театра кукол 1960-х гг. (ул. Урицкого, 41).
- 94. Памятник чувашскому поэту М. Сеспелю (пр. Ленина).
- 95. Памятный знак «Дважды герой Советского Союза летчик-космонавт СССР А. Г. Николаев» (пересечение пр. Ленина и ул. Николаева).
- 96. Памятник Ф. Э. Дзержинскому (ул. К. Маркса).
- 97. Памятник основателю Чувашской поэзии К. В. Иванову (Красная площадь).

К новым объектам культуры и туристского притяжения можно отнести:
- 1. Церковь Иконы Божией Матери «Взыскание погибших» 1996—2000 гг. (ул. Гражданская, 99).
- 2. Церковь Святых Новомучеников и исповедников Российских 1998—2001 гг. (пр. Тракторостроителей, 4).
- 3. Церковь Рождества Христова 2000 г. (пл. Республики).
- 4. Церковь Иоанна Воина 1999—2000 гг. (ул. Зои Яковлева)
- 5. Церковь Святой великомученицы Татианы (перекрёсток улиц Гузовского и Мичмана Павлова)
- 6. Монументально-декоративная композиция «Поход чувашской делегации в Москву с челобитной о добровольном вхождении в состав Московского государства» 1984 г. (Парк 500-летия Чебоксар (перенесли)).
- 7. Памятник «Мать-покровительница» (Чебоксарский залив).
- 8. Памятник Максиму Горькому (сквер им. М. Горького).